# كوني هنري
كوني هنري (بالإنجليزية: Connie Henry) هي منافسة ألعاب القوى بريطانية، ولدت في 15 أبريل 1972.

## وصلات خارجية
- كوني هنري على موقع الاتحاد الدولي لألعاب القوى (الإنجليزية)